# Andalicán
Andalicán (Mapudungún: Cuarzos relucientes al sol) durante la era de conquista y épocas coloniales en Chile era el nombre de la alta colina en el medio del norte de dos barrancos de Marihueñu y del valle de Colcura. Era el sitio de una fortaleza construida por el Mapuche en 1557 para evitar que García Hurtado de Mendoza invada Araucanía. Esta altura pasa por alto la localización de la ciudad moderna del Lota en la provincia de Concepción de la región de Bío-Bío de Chile.
Andalicán ahora es también una colina o un promontorio en las partes norteñas de la provincia de Arauco en la región del Bío-Bío de Chile. Es el extremo de un canto bajo largo que comience en las montañas al este y los extremos en un promontorio en la costa que extiende en la bahía de Arauco al norte de la boca del río Laraquete. Tiene cuestas escarpadas y se cubre con los árboles altos. Miente inmediatamente al sur de Marihueñu y al valle de Chivilingo. Con Andalicán miente el camino entre el Lota y la ciudad de Arauco.
Andalicán es también el nombre dado a la región a lo largo de los bancos del río de Laraquete. Ésta era la localización del rehue de Andalicán a la parte del aillarehue de Peguco de Moluche.